# Liste des ordres, décorations et médailles du Japon
Les ordres, décorations et médailles du Japon trouvent leurs origines dans les années 1870, peu de temps après la restauration de Meiji, où ils sont copiés sur les modèles européens. Le premier ordre, l'ordre impérial de Meiji est établi en 1875 et est plus tard renommé ordre du Soleil levant.

## Ordres actuels (par ordre décroissant)
| Image | Nom                                                     | Date de création | Note |
| ----- | ------------------------------------------------------- | ---------------- | --- |
|       | Ordre du Chrysanthème (大勲位菊花章, Daikun’i Kikkashō) | 1876             | La plus haute distinction du Japon. Ne comporte qu'une seule classe.                                                                                              |
|       | Ordre des fleurs de Paulownia (桐花章, Tōka shō)        | 1888             | Créée en tant que classe exceptionnelle de l'ordre du Soleil levant en 1888 et érigée en ordre distinct en 2003. Ne comporte qu'une seule classe.                 |
|       | Ordre du Soleil levant (旭日章, Kyokujitsu shō)         | 10 avril 1875    | Première décoration créée par le gouvernement japonais. Il n'était réservé qu'aux hommes jusqu'à sa réforme en 2003.                                              |
|       | Ordre de la Couronne précieuse (宝冠章, Hōkan-shō)      | 4 janvier 1888   | Ordre traditionnellement réservé aux femmes. |
|       | Ordre du Trésor sacré (瑞宝章, Zuihōshō)                | 3 janvier 1888   | Récompense les personnes qui ont rendu des services distingués, tant civils que militaires, au pays. Il n'était réservé qu'aux hommes jusqu'à sa réforme en 2003. |
|       | Ordre de la Culture (文化勲章, Bunka-kunshō)            | 11 février 1937  | Remis annuellement pour récompenser des individus pour leur contribution à la culture japonaise. Ne comporte qu'une seule classe.                                 |

### Médailles honorifiques du Japon
Les médailles honorifiques sont des distinctions accordées deux fois par an au Japon à des individus dont les actions ou les contributions dans différents domaines ont été exemplaires.
|  |  |

## Ordres disparus
| Image | Nom                                           | Date de création | Note                                                                        |
| ----- | --------------------------------------------- | ---------------- | --------------------------------------------------------------------------- |
|       | Ordre du Milan d'or (金鵄勲章, Kinshi Kunsho) | 12 février 1875  | Réservé aux militaires. Aboli par les forces alliées en 1947.               |
|       | Médailles militaires (従軍記章, Jugun kisho)  |                  | Réservées aux militaires. Abolies durant l'occupation du Japon (1945-1952). |